# Twilight Ophera
Twilight Ophera är ett melodiskt black metal-band från Finland som grundades år 1996 i Vanda.

## Medlemmar
Senaste kända medlemmar
- Toni Näykki – gitarr (1996–2008)
- Timo Puranen – keyboard (1996–2008)
- Mikko Häkkinen – sång (2001–2008)
- Janne Ojala – trummor (2002–2008)

Tidigare medlemmar
- Mikko Kaipainen – gitarr (1996–2009)
- Timo Kollin – trummor (1997–1999)
- Sauli "Karkkunen" Lehtisaari – sång (1997–2000; död 2004)
- Anu Kohonen – sång (1997)
- Jani Viljakainen – basgitarr (1998-2000)
- Tony Kristian – trummor (2000)
- Jussi "Lord" Heikkinen – basgitarr (2003-2009)

## Diskografi
Demo
- 2001 – Promo 2001

Studioalbum
- 1997 – Shadows Embrace the Dark
- 1999 – Midnight Horror
- 2003 – The End of Halcyon Age
- 2006 – Twilight Ophera and the Order of the Sanguine Diadem Presents: Descension